# Darwinia pimelioides
Darwinia pimelioides là một loài thực vật có hoa trong Họ Đào kim nương. Loài này được Cayzer & F.W.Wakef. mô tả khoa học đầu tiên năm 1922.